# De Drentslamp
De Drentslamp is een monument in de Noord-Brabantse stad Eindhoven, gelegen op de rotonde van Zwaanstraat en Halvemaanstraat. Onder leiding van kunstenaar Ed van Gennip hebben buurtbewoners en schoolkinderen uit de Eindhovense buurt Drents Dorp meegewerkt aan het kunstwerk. Het werd in 2019 onthuld.

## Achtergrond
Het initiatief voor het monument werd in 2018 genomen, toen de buurt Eindhovense buurt Drents Dorp 90 jaar bestond. Het kunstwerk drukt de band tussen de wijk en Philips uit. De wijk werd namelijk in de jaren twintig van de 20e eeuw gebouwd om de uit Drenthe afkomstige arbeiders van Philips te huisvesten.

## Voorstelling
Het monument stelt een enorme (Philips-)gloeilamp voor, waartegen een - kennelijk van het platteland afkomstig - gezin leunt. Om de lamp is een sjerp gewikkeld waarop een aantal huizen van de betreffende wijk zijn afgebeeld.